# 1934年逝世人物列表
1934年逝世人物列表：1月 - 2月 - 3月 - 4月 - 5月 - 6月 - 7月 - 8月 - 9月 - 10月 - 11月 - 12月
下面是1934年逝世的知名人士列表。

## 1月

### 1日
- 雅各布·瓦瑟曼，德國作家

### 6日
- 赫伯特·查普曼，英格蘭足球經理
- Alister MacKenzie，蘇格蘭高爾夫球場建築師

### 7日
- 奧古斯丁·杜拜爾，法國將軍

### 8日
- 安德列·貝利，俄羅斯作家

### 10日
- 马里纳斯·范德吕伯，荷蘭共產黨人，1933年德國国会纵火案的主犯（被處決）

### 11日
- 海倫·齊默恩，德國出生的英國作家和翻譯家

### 15日
- 赫爾曼·巴爾，奧地利作家和劇作家

### 16日
- 亨利·沃爾特·巴內特，澳大利亞攝影師和電影製片人

### 21日
- 阿雷夫·卡茲維尼，伊朗詩人、作詞家和音樂家

### 22日
- 羅伯特·佈雷迪，美國罪犯

### 23日
- 第一代阿伯康威男爵查理斯·麥克拉倫，蘇格蘭政治家和法學家

### 29日
- 弗里茨·哈伯，德國化學家，諾貝爾獎獲得者

## 2月

### 2日
- 瑪麗亞·多梅尼卡·曼托瓦尼，義大利羅馬天主教，自稱和祝福[1]

### 3日
- 埃萊奧諾拉·德·西斯內羅斯，美國歌劇歌手

### 5日
- 威廉·莫裡斯·大衛斯，美國地理學家

### 9日
- 克劳迪奥·威利曼，烏拉圭第20任總統

### 17日
- 比利時國王阿爾貝一世

### 19日
- 迦勒·布拉德漢姆，美國藥劑師，百事可樂的發明者[2]

### 21日
- 奥古斯托·塞萨尔·桑地诺，尼加拉瓜革命者和叛亂分子（被謀殺）

### 23日
- 爱德华·埃尔加，英國作曲家
- 瓦塔塞里爾的吉瓦蓋斯·狄奧尼修斯，印度東正教牧師和聖人

### 25日
- 約翰·麥格勞，美國棒球經理和美國職業棒球大聯盟名人堂成員
- 伊莉莎白·格特魯德·布里頓，美國植物學家、生物學家和教育家

## 3月

### 1日
- 威廉·迪格爾曼，德國演員
- 查理斯·韋伯斯特·利德比特，英國作家和神智學家

### 2日
- 約翰·史密斯·阿奇博爾德，加拿大建築師

### 4日
- 威廉·錢勒，美國士兵、探險家和政治家

### 7日
- 第一代阿伯丁侯爵和特邁爾侯爵約翰·漢密爾頓-戈登，蘇格蘭政治家，加拿大總督

### 14日
- 若昂·多坎托·伊·卡斯特罗，葡萄牙軍官，葡萄牙第67任總理和葡萄牙第5任總統
- 波旁-帕爾馬的西克斯圖斯親王

### 15日
- 戴維森·布萊克，加拿大出生的古人類學家

### 19日
- 愛德華·蒙塔古-斯圖爾特-沃特利，英國陸軍上將

### 20日
- 埃玛公主，荷蘭女王和攝政王
- 悉尼·迪恩，澳大利亞板球運動員和演員

### 21日
- 尼卡諾爾·阿貝拉多，菲律賓作曲家
- 莉莉安·塔什曼，美國女演員

### 27日
- 弗朗西斯·威廉·賴茨，奧蘭治自由邦第5任總統

### 28日
- 馬哈茂德·莫赫塔爾，埃及雕塑家

### 29日
- 奧托·赫爾曼·卡恩，德國出生的慈善家

### 30日
- 保羅·卡澤納夫，法國政治家
- 第一代諾瓦爾子爵羅納德·門羅·弗格森，蘇格蘭政治家，澳大利亞第八任總督

## 4月

### 7日
- 貝阿特麗斯·埃弗魯西·德·羅斯柴爾德，法國社交名媛
- 卡爾·馮·艾內姆，德國將軍

### 9日
- 薩夫韋貝格·巴薩吉奇，南斯拉夫作家

### 11日
- 傑拉爾德·杜·莫里埃，英國演員
- 約翰·柯里爾，英國畫家

### 15日
- 卡爾·戴恩，丹麥演員

### 18日
- 拉斐爾·加羅法洛，義大利犯罪學家和法學家

### 21日
- 卡斯滕·博爾赫格雷文克，英挪威極地探險家

### 26日
- 阿圖爾斯·阿爾貝林斯，拉脫維亞第六任總理
- 约翰·汉密尔顿，加拿大黑幫老大

### 27日
- 喬·維拉，美國體育作家

### 28日
- 查理·巴頓，美國三角洲藍調音樂家

### 30日
- 威廉·亨利·韦尔奇，美国细菌学家和医学教育家
- 休·斯科特，美國陸軍少將

## 5月

### 12日
- 格特魯德·阿博特，澳大利亞雅培

### 17日
- 卡斯·吉尔伯特，美國建築師

### 19日
- 愛德華·威廉·納爾遜，美國博物學家

### 21日
- 詹姆斯·杜爾金，加拿大出生的美國演員

### 23日
- 克萊德·巴羅，美國亡命之徒，巴羅幫成員
- 邦妮·派克，美國亡命之徒，巴羅幫成員

### 24日
- 布蘭德·惠特洛克，美國記者和政治家

### 25日
- 古斯塔夫·霍尔斯特，英國作曲家

### 26日
- 卡塞塔伯爵阿方索親王

### 29日
- 尤金妮·貝瑟勒，美國無聲電影女演員[3]

### 30日
- 东乡平八郎，日本海軍上將
- 裘莉婭·洛佩斯·德·阿爾梅達，巴西宣導者和作家

### 31日
- 盧·科迪，美國演員

## 6月

### 8日
- 多蘿西·戴爾，美國女演員

### 9日
- 梅代羅斯·阿爾伯克基，巴西詩人和政治家

### 10日
- 弗雷德里克·德利烏斯，英國作曲家

### 11日
- 列夫·維果茨基，俄羅斯發展心理學家

### 19日
- 利普的伯恩哈德親王

### 25日
- 內斯特·馬赫諾，烏克蘭無政府主義革命者

### 27日
- 弗朗切斯科·布哈吉亞爾，馬爾他第二任總理

### 30日
- 在长刀之夜被謀殺：
  - 卡爾·恩斯特，納粹衝鋒隊在柏林的領導人
  - 弗里茨·格裡希，德國記者
  - 埃德蒙·海因斯，衝鋒隊副領導人
  - 古斯塔夫·馮·卡爾，德國政治家
  - 庫爾特·馮·施萊謝爾，德國第23任總理
  - 格雷戈尔·施特拉塞尔，德國納粹政治家（生於 1892 年)

## 7月

### 1日
- 恩斯特·罗姆，德國政治家，納粹衝鋒隊領導人（被暗殺）
- 埃德加·榮格，德國律師和政治活動家（遇刺）

### 3日
- 艾瑪·艾琳·阿斯特倫，芬蘭教師，芬蘭第一位女大學畢業生
- 亨德里克亲王，荷蘭王子妃

### 4日
- 玛丽·居里，波蘭出生的科學家，諾貝爾化學和物理學獎獲得者
- 哈伊姆·納赫曼·比亞利克，俄羅斯出生的猶太詩人，被認為是以色列的民族詩人

### 5日
- 艾哈邁德·扎基帕夏，埃及語言學家

### 6日
- 亞歷克·法蘭西斯，英國演員
- 彼得·奧古斯特，巴西皇帝佩德羅二世的外孫。

### 7日
- 梅納赫姆·孟德爾·貝利斯，俄羅斯猶太人，被指控犯有儀式謀殺罪

### 8日
- 本傑明·貝洛，法國天文學家

### 10日
- 埃里希·米萨姆，德國作家[4]

### 13日
- 凯特·谢泼德，紐西蘭婦女選舉權主義者
- 伊格納西奧·桑切斯·梅希亞斯，西班牙鬥牛士

### 15日
- 路易士·費迪南德·戈特沙克，美國作曲家
- 儒勒·倫金，比利時政治家，比利時第28任首相

### 16日
- 卡洛·貝爾加米尼，義大利雕塑家

### 20日
- 西塞羅神父，巴西羅馬天主教神父和牧師

### 21日
- 休伯特·利奧蒂，法國元帥

### 22日
- 约翰·迪林杰，美國黑幫老大

### 23日
- 瑪麗亞·皮拉爾·洛佩斯·德·馬圖拉納·奧爾蒂斯·德·薩拉特，西班牙羅馬天主教，受祝福和祝福

### 24日
- 漢斯·哈恩，奧地利數學家

### 25日
- 弗朗索瓦·科蒂，法國香水製造商
- 恩格爾伯特·陶爾斐斯，奧地利政治家和奧地利第10任總理（遇刺）
- 內斯特·馬赫諾，烏克蘭無政府主義者

### 26日
- 温瑟·麦凯，美國漫畫創作者和動畫師
- 魯道夫·邁斯特，斯洛文尼亞軍官，“邁斯特戰士”的領導人

### 27日
- 于贝尔·利奥泰，法國將軍和殖民地行政長官。

### 28日
- 瑪麗·杜絲勒，加拿大女演員
- 路易士·坦克雷德，南非板球運動員
- 伊迪絲·約克，英國女演員

### 30日
- 亨利·諾里斯，英國政治家和商人

## 8月

### 2日
- 保罗·冯·兴登堡，德國將軍和政治家，德國第二任總統

### 7日
- 赫爾曼·庫斯馬內克·馮·布格紐施泰滕，奧匈帝國將軍

### 8日
- 威爾伯特·羅賓遜，美國棒球經理和美國職業棒球大聯盟名人堂成員

### 9日
- 阿爾弗雷德·斯圖克斯，比利時公路賽車手

### 10日
- 喬治·希爾，美國導演

### 13日
- 瑪麗·亨特·奧斯汀，美國小說和非小說作家

### 14日
- 雷蒙德·胡德，美國建築師

### 18日
- 黛利拉·比斯利，美國歷史學家和報紙專欄作家

### 23日
- 荷馬·范·米特，美國罪犯和銀行搶劫犯

### 27日
- 琳達·阿戈斯蒂尼，英國出生的澳大利亞兇殺案受害者

### 28日
- 埃奇沃斯·大衛，英國出生的澳大利亞地質學家和探險家

## 9月

### 1日
- 范妮·大衛斯，英國鋼琴家

### 2日
- 拉斯·哥倫布，美國歌手和演員

### 9日
- 罗杰·弗莱，英國藝術家

### 10日
- 喬治·亨舍爾，英國音樂家

### 13日
- 塞拉菲娜·阿斯塔菲耶娃，俄羅斯芭蕾舞演員

### 21日
- 吉納維芙·斯特賓斯，美國作家和教師

### 22日
- 查理斯·馬克利，美國罪犯

### 27日
- 艾倫·威爾莫特，英國園藝家

## 10月

### 5日
- 讓·維果，法國電影導演

### 9日
- 南斯拉夫國王亞歷山大一世（被暗殺）
- 弗拉多·切爾諾澤姆斯基，保加利亞革命領袖
- 聖母無原罪的聖因諾森西奧，西班牙羅馬天主教神父和聖人

### 12日
- 威利·克拉克森，英國服裝設計師和假髮製造商
- 格特魯德·凱塞比爾，美國攝影師

### 14日
- 米哈伊爾·馬秋申，俄羅斯畫家和作曲家
- 亞瑟·舒斯特，德國出生的英國物理學家

### 15日
- 雷蒙·普恩加萊，第一次世界大戰期間法國第58任總理和第10任法國總統

### 17日
- 圣地亚哥·拉蒙-卡哈尔，西班牙組織學家和神經科學家，諾貝爾生理學或醫學獎獲得者

### 19日
- 亞歷山大·馮·克魯克，德國將軍

### 22日
- 查理斯·弗洛伊德，美國銀行搶劫犯（被執法人員槍殺）

### 24日
- 賈科莫·蒙塔爾托，義大利社會主義領袖和政治家

### 29日
- 盧·泰勒根，荷蘭演員

## 11月

### 2日
- 埃德蒙·詹姆斯·德·羅斯柴爾德，法國慈善家

### 3日
- 羅伯特·麥卡爾平，蘇格蘭建築商

### 8日
- 詹姆斯·马克·鲍德温，美國哲學家和心理學家
- 卡洛斯·查加斯，巴西衛生醫生、科學家和微生物學家

### 9日
- Librada Avelino，菲律賓教育家

### 16日
- 爱丽丝·李道尔，《愛麗絲夢遊仙境》
- 卡尔·冯林德，德國科學家和工程師
- 格奧爾基·托多羅夫，保加利亞將軍

### 20日
- 威廉·德西特，荷蘭數學家、物理學家和天文學家

### 22日
- 哈裡·斯蒂普，美國雜耍表演者

### 24日
- 多門二郎，日本將軍

### 27日
- 娃娃脸尼尔森，美國黑幫老大

### 30日
- 海倫娜·布歇，法國飛行員

## 12月

### 1日
- 谢尔盖·基洛夫，蘇聯政治家
- 布林德·布萊克，美國藍調歌手

### 4日
- 阿德里安·德·格拉什，比利時探險家

### 5日
- 奧斯卡·馮·胡蒂埃，德國將軍

### 6日
- 卡尔·米夏埃尔，梅克倫堡-施特雷利茨家族首領

### 7日
- 瑪麗·貝克·麥奎森，加拿大書信作家和傳教士

- 阿爾塞斯特·德·安布裡斯，義大利工團主義者

### 26日
- 華萊士·瑟曼，美國作家

### 28日
- 洛厄爾·謝爾曼，美國演員和導演
- 巴勃羅·加加洛，西班牙雕塑家和畫家